# Empedrado (Chili)
Pour les articles homonymes, voir Empedrado.
Empedrado est une commune du Chili de la Province de Talca, elle-même située dans la Région du Maule.

## Géographie

### Situation
La commune se trouve à environ 280 km au sud-sud-ouest de la capitale Santiago et 60 km à l'ouest-sud-ouest de Talca capitale de la Province de Talca. Sa surface est en grande partie occupée par des collines basses (200 à 500 mètres) de la Cordillère de la Côte couvertes de bois dont l'exploitation est une des principales sources d'activité de la commune depuis la création d'une usine de pâte à papier dans la commune voisine de Constitución.

### Démographie
En 2012, sa population s'élevait à 4 292 habitants. La superficie de la commune est de 565 km2 (densité de 8 hab./km2).

## Histoire
Sur l'emplacement de la commune est créé en 1782 le village de San José de Cuyuname. En 1835 le territoire devient une entité administrative autonome qui prend le nom de Empedrado. À la suite d'un tremblement de terre qui a lieu la même année une paroisse est créée sur ce territoire. Celle-ci est hissée au rang de commune en 1891,.

Position de Empedrado (en rouge) au sein de la Région du Maule.